# Carzacane
Carzacane (em árabe: كرزكان‎; romaniz.: Karzakan) é uma cidade do Barém localizada na província Norte. Segundo censo de 2001, tinha 13 658 residentes.